# 2. Flak-Division
A 2. Flak-Division (em português: Segunda Divisão Antiaérea) foi uma divisão de defesa antiaérea da Luftwaffe durante a Alemanha Nazi, que prestou serviço na Segunda Guerra Mundial. Foi formada a partir do Luftverteidigungskommando 2.

## Comandantes
- Oskar Bertram, 1 de Setembro de 1941 - 11 de Janeiro de 1942[2]
- Walter Feyerabend, 12 de Janeiro de 1942 - 3 de Fevereiro de 1942[2]
- Heino von Rantzau, 3 de Fevereiro de 1942 - 30 de Setembro de 1943[2]
- Alfons Luczny, 1 de Outubro de 1943 - 15 de Novembro de 1944[2]
- Fritz Laicher, 16 de Novembro de 1944 - 17 de Maio de 1945[2]